# آلتمن (آریزونا)
آلتمن (به انگلیسی: Aultman) یک منطقهٔ مسکونی در ایالات متحده آمریکا است که در آریزونا واقع شده‌است. آلتمن ۱٬۰۰۰ متر بالاتر از سطح دریا واقع شده‌است.